# Kauttisjärvi
Kauttisjärvi är en sjö i Finland. Den ligger i kommunen Padasjoki i landskapet Päijänne-Tavastland, i den södra delen av landet, 130 km norr om huvudstaden Helsingfors. Kauttisjärvi ligger 107,3 meter över havet. I omgivningarna runt Kauttisjärvi växer i huvudsak blandskog. Arean är 1,6 kvadratkilometer och strandlinjen är 10 kilometer lång. Sjön  ingår i Kumo älvs huvudavrinningsområde. 